# Csorda
Csorda (románul: Ciortea) falu Romániában, a Bánságban, Krassó-Szörény megyében.

## Fekvése
Az Alföldön, a Verseci-hegységtől délre, a Karas folyó bal partján, a szerb-román határ közvetlen közelében, Versectől 15 km-re délkeletre, Oravicabányától 19 km-re nyugatra, Fehértemplomtól 14 km-re északra fekvő település.

## Története
A falut 1355-ben Chortow néven említette először oklevél. 
1355-ben és 1374-ben Chortow, 1761-ben, 1808-ban és 1913-ban Csorda néven volt említve.
1910-ben 676 lakosából 4 magyar, 661 román volt. Ebből 9 római katolikus, 667 görög keleti ortodox volt.
A trianoni békeszerződés előtt Krassó-Szörény vármegye Jámi járásához tartozott.
A 2002-es népszámláláskor 222 lakója közül 207 fő (93,2%) román, 13 (5,9%) cigány, 1 (0,5%) szerb és 1 (0,5%) magyar volt.